# Acasis eborata
Acasis eborata är en fjärilsart som beskrevs av George Duryea Hulst 1896. Acasis eborata ingår i släktet Acasis och familjen mätare. Inga underarter finns listade i Catalogue of Life.